# Gunnar Mickwitz
Gunnar Mickwitz (* 19. Oktober 1906 in Åbo; † 18. Februar 1940 auf der Karelischen Landenge) war ein finnischer Wirtschafts- und Sozialhistoriker und Numismatiker.

## Leben und Wirken
Gunnar Mickwitz entstammte väterlicherseits einer alten baltischen Familie und mütterlicherseits der finnländischen Historikerfamilie Schybergson. Er studierte Geschichte und klassische Philologie an der Universität Helsinki. 1932 wurde er mit der Schrift Geld und Wirtschaft im römischen Reich des vierten Jahrhunderts n. Chr. promoviert.
Mickwitz forschte und publizierte über die antike und mittelalterliche Wirtschaftsgeschichte. Nach seiner Dissertation erschien 1934 eine Arbeit über Die Systeme des römischen Silbergeldes im 4. Jahrhundert n. Chr. Mickwitz führte innovative quantitativ-statistische Methoden in die Numismatik ein.
Mit der spätmittelalterlichen Wirtschaftsgeschichte beschäftigte er sich im Rahmen seiner Arbeiten zur Hansegeschichte. So erschien 1938 seine Arbeit Aus Revaler Handelsbüchern. Zur Technik des Ostseehandels in der 1. Hälfte des 16. Jahrhunderts, ein wegweisender Beitrag zur Hansegeschichte.
Sein Verdienst im Bereich der Hansegeschichte ist es, die Gesellschaftsform der sogenannten „Handelstätigkeit auf Gegenseitigkeit“ als erster erkannt und beschrieben zu haben. Bei dieser Gesellschaftsform kooperierten hansische Kaufleute und sandten sich Waren zu, die sie unter eigenem Namen zugunsten des Partners verkauften, ohne dass dabei eine Widerlegung oder ein Sendegutgeschäft vorlag.
Während des Zweiten Weltkriegs diente Mickwitz in den Finnischen Streitkräften. Er fiel kurz vor Ende des Winterkrieges gegen Sowjetrussland als Fähnrich der Reserve am 18. Februar 1940 auf der karelischen Landenge.

## Schriften
- Geld und Wirtschaft im römischen Reich des vierten Jahrhunderts n. Chr. Akademische Buchhandlung, Helsingfors und Harrassowitz, Leipzig 1932.
- Die Systeme des römischen Silbergeldes im 4. Jahrhundert n. Chr. Ein Beispiel zur Anwendung der variationsstatistischen Methode in der Numismatik. Akademische Buchhandlung, Helsingfors und Harrassowitz, Leipzig 1933.
- Ein Goldwertindex der römisch-byzantinischen Zeit. In: Aegyptus. Rivista italiana di egittologia e di papirologia. Jg. 13 (1933), S. 95–106.
- Die Kartellfunktionen der Zünfte und ihre Bedeutung bei der Entstehung des Zunftwesens. Eine Studie in spätantiker u. mittelalterl. Wirtschaftsgeschichte. Akademische Buchhandlung, Helsingfors 1936.
- Aus Revaler Handelsbüchern. Zur Technik des Ostseehandels in der 1. Hälfte des 16. Jahrhunderts. Akademische Buchhandlung, Helsingfors 1938.